# Нормальные (фильм)
«Норма́льные» (англ. Normal) — канадская драма 2007 года режиссёра Карла Бессаи, поставленная им по собственному сценарию.

## Сюжет
Картина повествует о страшной автомобильной аварии и её последствиях. Авария объединяет людей, ранее никак не связанных между собой.
В автокатастрофе погиб молодой парень, подающий надежды баскетболист, звезда города... Его мать и отец, его девушка, его друг, его нечаянный убийца - оставшийся в живых виновник аварии, - каждый по-своему переживает эту трагедию. Все хотели бы вернуться к нормальной жизни, однако это не так просто, ведь случившееся оставило глубокий след в жизни каждого. Но даже будучи в самом глубоком отчаянии, можно все же найти в себе силы жить дальше

## В ролях
| Актёр               | Роль           |
| ------------------- | -------------- |
| Керри-Энн Мосс      | Кэтрин         |
| Кевин Джозеф Зегерс | Джоди          |
| Каллум Кит Ренни    | Уолтер Брауэр  |
| Тай Рунян           | Дэннис Брауэр  |
| Эндрю Эйрли         | Дэйл           |
| Кэмерон Брайт       | Брэди          |
| Камилль Салливан    | Элис           |
| Тара Фредерик       | Сальвиа Фарбер |
| Бриттни Ирвин       | Мелисса        |
| Эллисон Хоссак      | Эбби           |
| Лорен Ли Смит       | Шэрри Бэнкс    |
| Майкл Райли         | Карл           |
| Бенджамин Ратнер    | Тим            |
| Зак Сантьяго        | Боб            |
| Ротгар Мэтьюс       | Джерри         |